# Melanargia dissiuncta
Melanargia dissiuncta är en fjärilsart som beskrevs av Gussitsch 1917. Melanargia dissiuncta ingår i släktet Melanargia och familjen praktfjärilar. Inga underarter finns listade i Catalogue of Life.